# Ново-Конюшенный мост
Но́во-Коню́шенный мост — автодорожный железобетонный рамный мост через канал Грибоедова в Центральном районе Санкт-Петербурга, соединяет Казанский и Спасский острова.

## Расположение
Расположен в створе Царицынского проезда, у восточной части Конюшенной площади. Рядом с мостом находятся Храм Воскресения Христова (Спас-на-Крови), комплекс зданий Конюшенного ведомства, Михайловский сад. Выше по течению находится Тройной мост, ниже — Итальянский мост.
Ближайшая станция метрополитена (600 м) — «Гостиный двор», выход на канал Грибоедова.

## Название
Первоначально мост назывался мост Перекрытие. После освящения в 1907 году собора Воскресения Христова мост получил название мост Храма Воскресения Господня. После 1917 года это наименование было утрачено.
19 мая 1975 года мост получил название мост Гриневицкого в честь народника-революционера, убившего императора Александра II И. И. Гриневицкого. Постановлением от 13 января 1998 года мосту присвоили новое название — Ново-Конюшенный, по расположенной рядом Конюшенной площади.

## История
Широкий деревянный балочный мост был сооружён на этом месте в начале 1883 года для удобства производства работ по возведению собора Воскресения Христова. В период строительства ширина моста составляла до 115 м (для сравнения, самый широкий на сегодняшний день мост Санкт-Петербурга, Синий мост через Мойку, имеет ширину 97,3 м).
В 1900-х годах было составлено несколько проектов постоянного моста (архитектором Р. Мельцером и инженером Г. Г. Кривошеиным, инженером Н. Н. Митинским, инженером Емельяновым), которые не были осуществлены. В 1907 году к освящению храма был построен деревянный мост-перекрытие с коваными металлическими перилами. К 1910-м годам ширина моста составляла 96 м. В 1912 году мост перестроили в однопролётный, подкосной системы, длиной 20,1 м, шириной 117 м. В 1934 году он был усилен для пропуска трамваев. В 1939 году мост был перестроен: разобрана часть моста на ширине около 100 м, расположенная напротив храма, а с верховой стороны мост был расширен на 19,5 м. Ширина моста после ремонта перестала быть рекордной и составила 36,5 м. В 1950 году деревянные пролётные строения в зоне трамвайных путей заменили на металлические двутавровые балки.
Существующий железобетонный мост был построен в 1966—1967 годах по проекту инженеров Ю. Л. Юркова, Л. Н. Соболева и архитектора Л. А. Носкова. Строительство выполнил трест «Ленмостострой». Изящная кованая решётка перил моста, выполненная в 1907 году в стиле модерн, была сохранена и перенесена на новый мост. В июле 2012 года были демонтированы трамвайные рельсы на мосту и Конюшенной площади.

## Конструкция

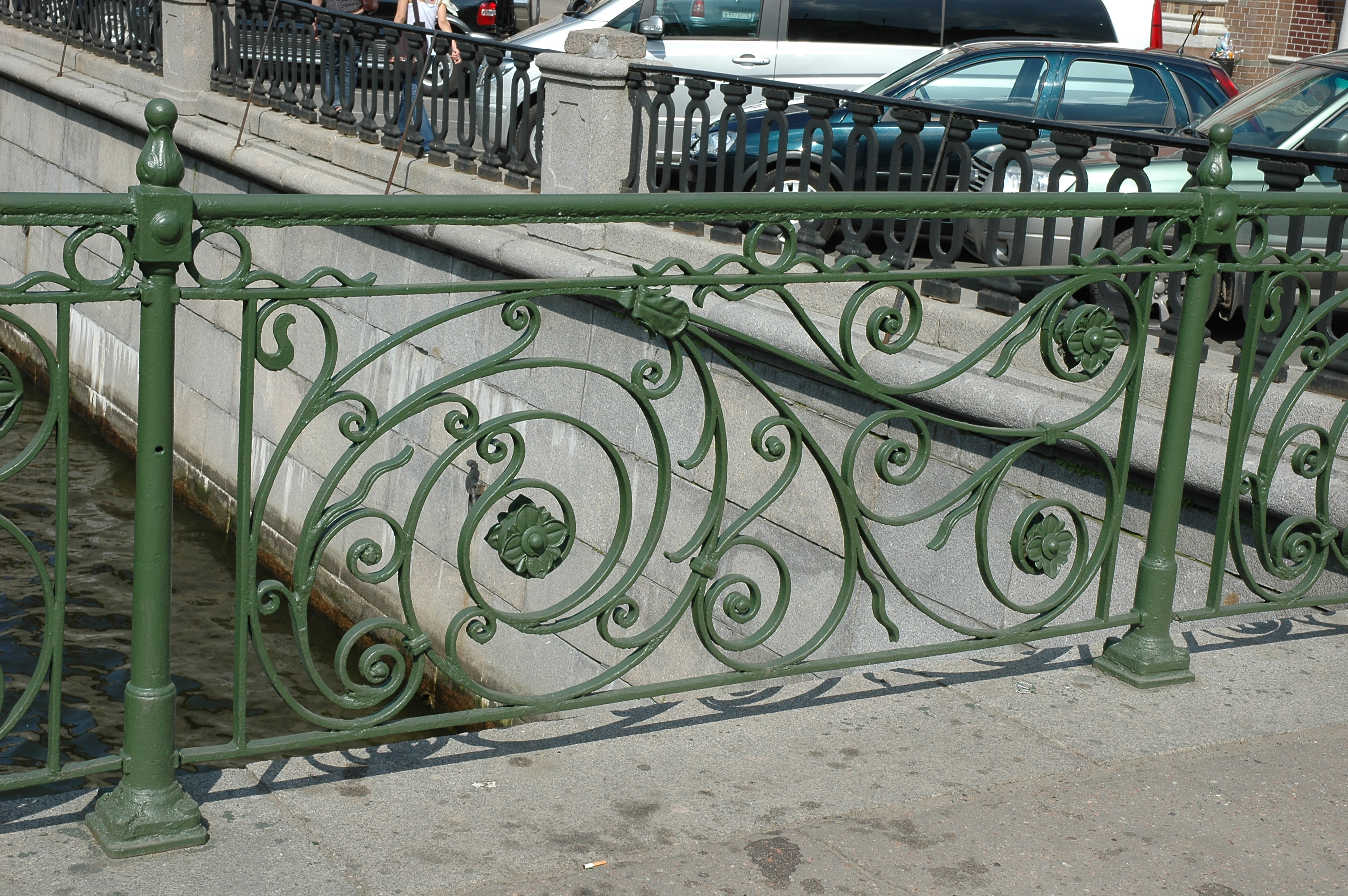
Решётка моста, 2007 год

Мост однопролётный железобетонный рамный. Опорная рама выполнена в виде консолей, сопряженных несовершенным шарниром. Подобный конструктивный прием в Ленинграде был применен впервые; в дальнейшем он многократно повторялся. Консоли заводского изготовления с криволинейным очертанием нижнего пояса. Железобетонная плита включена в работу главных балок. Устои массивные железобетонные, на свайном основании, облицованы гранитом. Полная длина моста составляет 21,1 м, ширина — 35 м.
Мост предназначен для движения автотранспорта и пешеходов. Проезжая часть моста включает в себя 4 полосы для движения автотранспорта. Покрытие проезжей части и тротуаров — асфальтобетон. Тротуары отделены от проезжей части гранитным поребриком. Перильное ограждение металлическое кованое, завершается на устоях гранитными тумбами. Рисунок ограждения напоминает рисунок ограды находящегося рядом Михайловского сада.